# Bazarny Syzgan
Bazarny Syzgan (База́рный Сызга́н) est une commune urbaine de Russie de type bourg ouvrier, située dans le raïon de Bazarny Syzgan (dont elle est le siège administratif) de l'oblast d'Oulianovsk.

## Géographie
Le bourg se trouve à 170 km au sud-ouest d'Oulianovsk. Sa gare ferroviaire « Bazarnaïa » se trouve sur la ligne Inza-Novo-Obraztsovo. Il se trouve au bord de trois rivières : la Syzganka, la Toumaïka et le Kouvaï.

## Étymologie
Le bourg doit son nom à la rivière Syzganka (affluent de l'Inza), du toponyme tatar syza (ravin) et gan (lit de rivière) soit « lit de rivière en ravin ».
Au XVIIIe siècle, pour le différencier des autres Syzgan se trouvant au bord de la Syzganka, comme Rojestvenskoïe Syzgan (Syzgan de la Nativité) - aujourd'hui Iassatchny Syzgan - Staroïe Syzgan (Syzgan-le-Vieux) - aujourd'hui Lapchaour - Maloïe Syzgan - aujourd'hui Jdamerkino - le village est nommé Dmitrievskoïe Syzgan (Syzgan de saint Dimitri), d'après son église; puis au XIXe siècle il s'appelle Bazarny Syzgan, en raison de son marché (bazar) hebdomadaire du vendredi.

## Histoire
La sloboda de Syzgan (Syzganskaïa) est formée en 1638 par des streltsy (archers) venus de Moscou, à l'emplacement d'un ancien lieu de marché. Il est fondé comme avant-poste, puis en 1647 il est organisé comme point de surveillance de la frontière sur la ligne de Simbirsk. Il fait partie en 1647 de l'ouïezd de Korsoun. La sloboda de Syzgan est mentionnée en 1685 dans le Livre du Scribe d'Ivan Viliaminov. Une nouvelle église de bois y est construite en 1691 sous la dédicace de saint Dimitri de Thessalonique. En 1708, le village dépend de l'ouïezd de Simbirsk du gouvernement de Kazan, puis en 1780 de l'ouïezd de Kanadeï de la province de Simbirsk, puis en 1796, de l'ouïezd de Syzran du nouveau gouvernement de Simbirsk. En 1851, il est attaché à l'ouïezd de Karsoun du gouvernement de Simbirsk. Il devient siège d'une volost regroupant plusieurs villages environnants, en 1861.
Les Chtcherbakov y ouvrent en 1865 une importante manufacture de textile. L'église du cimetière est construite en 1868; elle est dédiée à tous les saints. Le citoyen d'honneur A.K. Chtcherbakov fait construire en 1875 une nouvelle église Saint-Dimitri en pierre. Les Chtcherbakov ouvrent une usine de papeterie en 1881. En 1887, leur usine de textile est acquise (après un incendie) et reconstruite par son nouveau propriétaire, N.S. Belooussov.
La gare ferroviaire « Bazarnaïa » est édifiée en 1897 sur la ligne Moscou-Kazan. En 1918, la division révolutionnaire d'Inza (commandée par Yan Latsis) stoppe aux abords de la gare ferroviaire l'avancée des gardes blancs qui sont repoussés vers Barych.
En 1929, le bourg fait partie du raïon d'Inza de l'okroug de Syzran de l'oblast de la Moyenne-Volga.
L'endroit fait partie ces années-là du kolkhoze « Le Testament d'Ilitch », fusionnant plus tard avec le kolkhoze « Amitié ».
De 1935 à 1956, il est le siège administratif du raïon de Bazarny Syzgan de l'oblast de Kouïbychev (d'Oulianovsk à partir de 1943). Le bourg reçoit son statut de commune urbaine en 1938.
De 1956 à 1989, il fait partie du raïon d'Inza de l'oblast d'Oulianovsk. En 1989, il est le siège administratif du raïon homonyme de nouveau formé.
Les villages de Chichka et de Bougry sont incorporés à Bazarny Syzgan en 2002. Le bourg devient en 2005 le siège administratif de la commune urbaine de Bazarny Syzgan.

## Population
| Année | Nombre de foyers | Nombre d'habitants | Remarques                                                                                            |
| ----- | ---------------- | ------------------ | --- |
| 1780  |                  | 170                | âmes (paysans de propriétaires)                                                                      |
| 1859  | 150              | 1446               | Casernement. Église orthodoxe: 1. Bureau de poste. Этапный дом. Шерстомойка.                         |
| 1913  | 593              | 4207               | 2 églises, 2 écoles, jetée, usine textile de N.S. Beloooussov, 2 fabriques de papeterie, 3 scieries. |
| 1939  |                  | 6605               | |

| Année | Habitants |
| ----- | --------- |
| 1897  | 1940      |
| 1939  | 6605      |
| 1959  | 8068      |
| 1970  | 8376      |
| 1979  | 7297      |
| 1989  | 6708      |
| 2002  | 6092      |
| 2010  | 5715      |
| 2017  | 4966      |
| 2021  | 4494      |

## Infrastructures
Le bourg dispose de deux écoles, d'un bureau d'aide sociale, d'une maison de retraite, d'une maison de la culture, d'une gare routière, d'une bureau d'enregistrement des mariages, d'un centre culturel et de loisir, d'un bureau de la Poste de Russie, d'une succursale de la Sberbank, d'une bibliothèque, d'une gare ferroviaire, du fonds d'archives du raïon, d'une station de pompiers, d'un stade (stade Jiltsov), de centres commerciaux et de magasins, du siège de l'administration rurale, d'un juge de paix (le tribunal a fermé en 2011), de deux jardins d'enfants, de radios locales, etc.
La ligne d'autobus intervillages Usine-Oziorki est en activité.

## Économie
- ООО «Теплоприбор -Техно» (fabrique d'outillage),
- ООО «Теплоприбор-Центр» (fabrique d'outillage),
- ООО «Торговый Дом Теплоприбор» (fabrique d'outillage)
- ООО «БС Картонно-бумажный комбинат» (production de cellulose-papeterie)

## Lieux à visiter

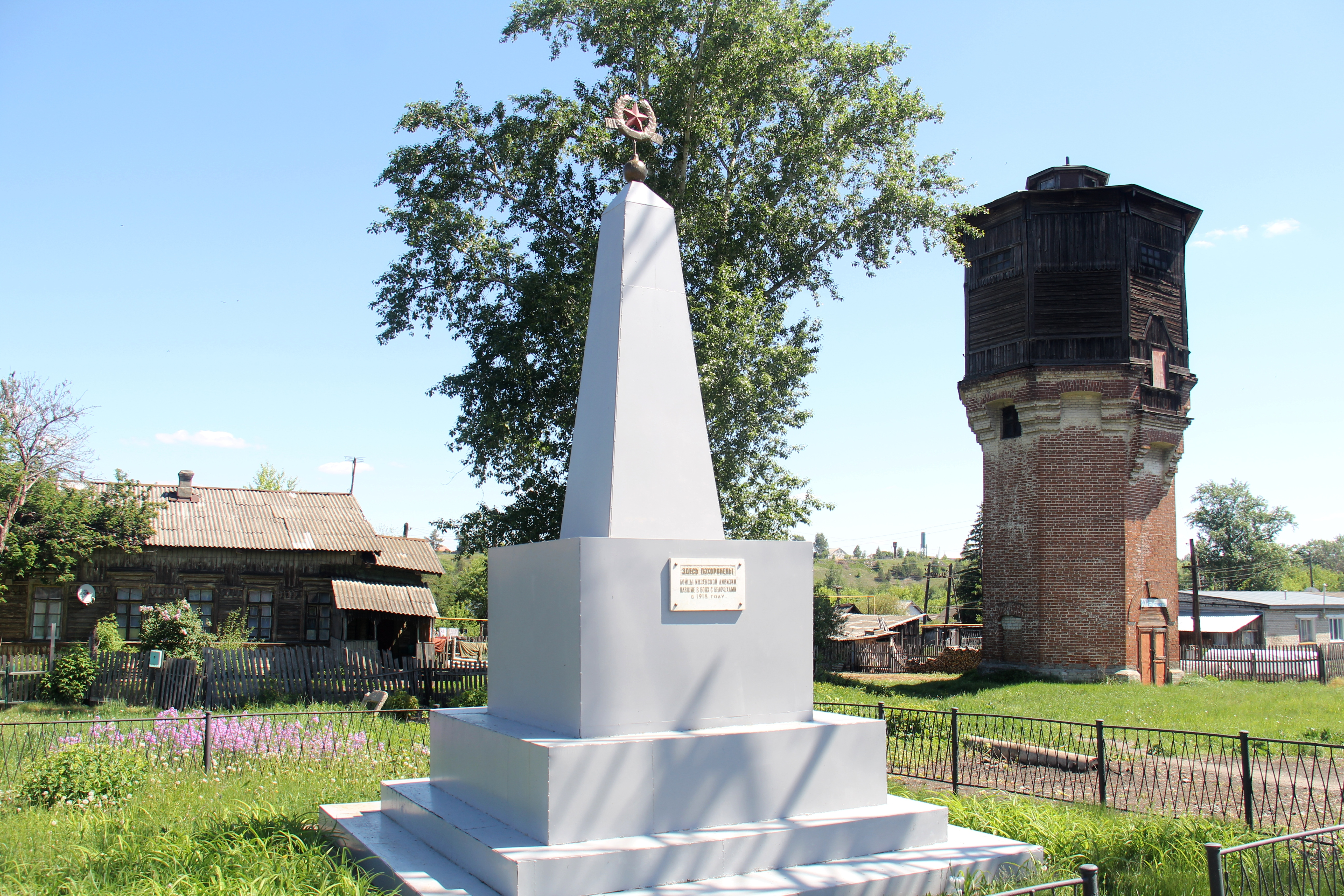
Monument aux morts de la division d'Inza pendant la Grande Guerre patriotique.

- Église Saint-Dimitri (1875), elle fait partie désormais du 2e doyenné de l'éparchie de Barych;
- Monument aux morts de la Grande Guerre patriotique (1974)[11].
- Square des Vainqueurs (2011)[11].
- Arme de la Victoire (2013)[11];
- Monument de V.D. Avdeïev (2009);
- Maison des industriels Chtcherbakov (fin du XIXe siècle);
- Bolchie Rodniki : zone naturelle protégée.